# Le Thuit de l’Oison
Le Thuit de l’Oison – gmina we Francji, w regionie Normandia, w departamencie Eure. W 2013 roku liczba ludności na terenie obecnej gminy wynosiła 3375 mieszkańców.
Gmina została utworzona 1 stycznia 2016 roku z połączenia trzech wcześniejszych gmin: Le Thuit-Anger, Le Thuit-Signol oraz Le Thuit-Simer. Siedzibą gminy została miejscowość Le Thuit-Signol.